# Transiturus de hoc mundo
Transiturus de hoc mundo és l'incipit de la butlla papal emesa l'11 d'agost de 1264 pel papa Urbà IV en què es declarava la festa del Corpus Christi a tot el ritu llatí. Aquesta va ser la primera festa universal sancionada papalment en la història del ritu llatí. L'impuls definitiu a la festivitat el donà Joan XXII el 1316 amb la introducció de l'octava del Corpus Christi, amb l'exposició del Santíssim.
Tomàs d'Aquino va contribuir substancialment a la butlla, principalment en les parts del text litúrgic de la nova festa. D'Aquino va compondre la seqüència Tantum ergo sacramentum amb aquest propòsit. Les persones properes a Urbà IV no van defensar el decret i la festa es va suspendre fins al 1311, quan va ser reintroduïda per Climent V al Consell de Viena.
La butlla tenia quatre parts, la primera tractava sobre el sagrament de l'eucaristia, la segona justifica la nova festa, la tercera institueix la festa i la quarta dicta les indulgències atorgades als qui la celebrin. El document fixa la data de celebració de la festivitat, que serà el primer dijous després de l'octava de Pentacosta, o sigui onze dies després. La Pentecosta és 50 dies després del Diumenge de Pasqua, el diumenge posterior a la primera lluna plena de la primavera. El text es mostrava combatiu en la defensa de l'eucaristia, per exemple deia que era la manera perquè una vegada a l'any es fessin veure "les extravagants i deslleials heretgies".